# Bordeaux–Sète-vasútvonal
A Bordeaux–Sète-vasútvonal egy egy 474 km hosszú, kétvágányú, 1,5 kV egyenárammal villamosított 1 435 mm nyomtávolságú vasútvonal Bordeaux és Sète között.

## Útvonal
A Bordeaux–Sète-vasútvonal a Bordeaux-Saint-Jean állomásról délkeleti irányban indul, a Garonne folyó bal partján haladva felfelé. Langonnál keresztezi a Garonne-t, majd a Garonne jobb partján halad felfelé keleti irányban, és La Réole közelében délkeletre fordul. Aiguillon közelében keresztezi a Lot folyót, és Agenen keresztül halad. Castelsarrasin-nál a vasút elhagyja a Garonne-t, és kelet felé halad Montauban felé a Tarn folyónál, ahol élesen délkeletre fordul, majd délre, Toulouse felé.
Toulouse-nál a vasút ismét elhagyja a Garonne-t, a kis Hers-Mort folyót követve délkeleti irányban. Carcassonne-on túl az Aude folyót követi lefelé, keleti irányban. Narbonne-nál a vasút északkelet felé fordul Béziers-ig, ahol kelet felé fordul. Agde-nál eléri a Földközi-tenger partját, és északkelet felé halad az Étang de Thau-t a tengertől elválasztó gerinc mentén. Keleti végállomását, Sète-t 476 km után éri el.

## Állomások
A vasútvonal legfontosabb állomásai:
- Gare de Bordeaux-Saint-Jean
- Gare d’Agen
- Gare de Montauban-Ville-Bourbon
- Gare de Toulouse-Matabiau
- Gare de Carcassonne
- Gare de Narbonne
- Gare de Béziers
- Gare de Sète